# Ema (Shinto)

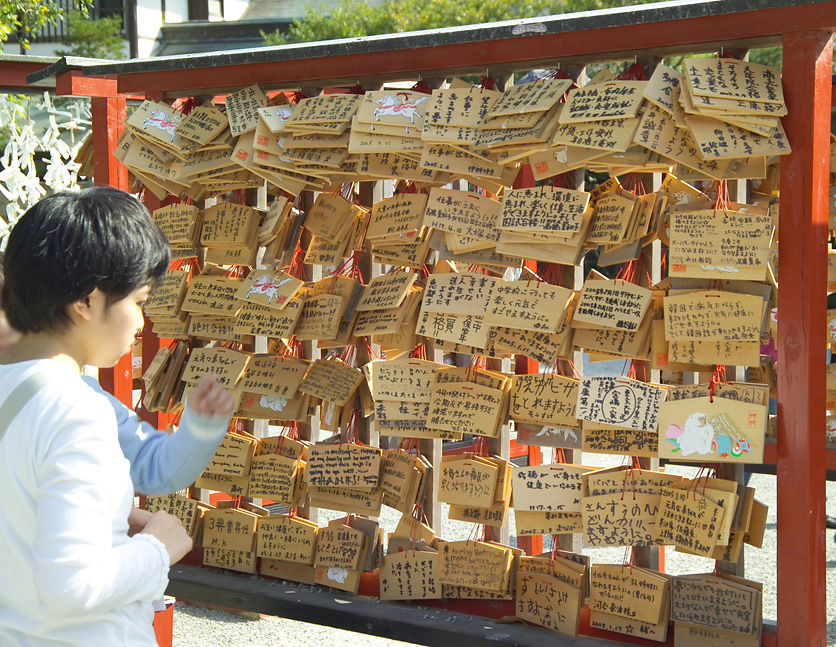
Ema presso il santuario Tsurugaoka Hachiman di Kamakura.

Gli ema (絵馬?, Ema) sono piccole tavolette di legno, su cui i credenti shintoisti scrivono preghiere o desideri, che variano da grandi immagini di pittori professionisti, a piccole raffigurazioni di sconosciuti, talvolta anche a cura degli stessi fedeli. I motivi raffigurati sugli ema mostrano ampia diversità a seconda della natura dei desideri dei fedeli.

## Storia
A partire dal periodo Edo, nel periodo di maggior popolarità del teatro Kabuki, divenne comune per i templi ed i santuari ricevere ema da parte di pittori della scuola Torii. Questi possedevano quasi il monopolio della produzione di cartelli e di altro materiale promozionale per questi teatri, ed iniziarono a donare grandi dipinti di attori Kabuki fatti su tavolette di legno ai santuari. Nonostante i soggetti raffigurati potessero apparire insoliti per il contesto religioso, questi quadri furono ben accettati ed entrarono a far parte delle altre icone religiose dei santuari.
Contrariamente alle tradizioni occidentali dove la preghiera ha scopo di riverenza, lode e beatificazione di Dio, nello Shintoismo le persone chiedono ai kami una grande varietà di cose, che vanno dalla pace nel mondo alla buona valutazione nel prossimo esame. In alcuni dei più popolari e principali santuari, come il Santuario Meiji di Tokyo, si possono trovare ema scritti in molte lingue che sono stati lasciati dai turisti e contengono i propri desideri e le preghiere.